# Merapi
De Merapi (2910 meter) is een vulkaan in de Indonesische provincie Midden-Java. Met in 2006 83 geregistreerde uitbarstingen sinds 1768 is het, volgens het Indonesische BPPTK (het voormalige Merapi Volcano Observatory), de actiefste vulkaan van het land. Al sinds 1924 wordt de activiteit van de vulkaan nauwkeurig gevolgd met behulp van diverse technieken.  De naam merapi betekent berg van vuur. De vulkaan ligt dicht bij de stad Jogjakarta, en duizenden mensen leven op de hellingen ervan, in dorpen die op hoogten tot 1700 meter boven zeeniveau liggen. Vanwege de grote dreiging die de vulkaan oplevert voor bevolkte gebieden, wordt de Merapi tot de 16 gevaarlijkste vulkanen ter wereld gerekend.
De Merapi is een van de zestien Decade Volcanoes die zijn aangewezen door de IAVCEI in verband met zijn geschiedenis van grote uitbarstingen en de nabijgelegen bewoonde gebieden.

## Etymologie
De naam merapi is afgeleid van het Javaanse meru (berg) en api (vuur). Zoals het Indonesische woord voor vulkaan, gunung api (letterlijk vuurberg), is dit een beschrijvende naam van wat een vulkaan is. De Meru is een berg uit de hindoeïstische mythologie, waar later onder meer in het Javaans een generiek woord voor 'berg' van is afgeleid. In Indonesië wordt de vulkaan doorgaans aangeduid met "Gunung Merapi". Er zijn meerdere vulkanen met een soortgelijke naam, zoals de Marapi op Sumatra.

## Geologische geschiedenis
De Merapi is de jongste van een groep vulkanen op Zuid-Java. Hij bevindt zich op een zone waar de Indische plaat en de Australische plaat onder de Sunda-plaat, een deel van de Euraziatische plaat, schuiven. Uitbarstingen in het gebied van de Merapi begonnen ongeveer 400.000 jaar geleden.
Gewoonlijk vinden iedere twee tot drie jaar kleine uitbarstingen plaats, en grotere uitbarstingen ongeveer iedere 10-15 jaar. Belangrijke uitbarstingen, die doorgaans vele mensenlevens eisten, hebben plaatsgevonden in de jaren 1006, 1786, 1822, 1872 (de krachtigste uitbarsting van de recente geschiedenis) en 1930 (13 dorpen werden verwoest en bijna 1400 mensen gedood).
Een zeer grote uitbarsting in 1006 bedekte heel Midden-Java met vulkanische as. Deze vulkanische verwoesting wordt wel als oorzaak gezien van het einde van het hindoekoninkrijk Mataram en zijn cultuur.

## Recente uitbarstingen

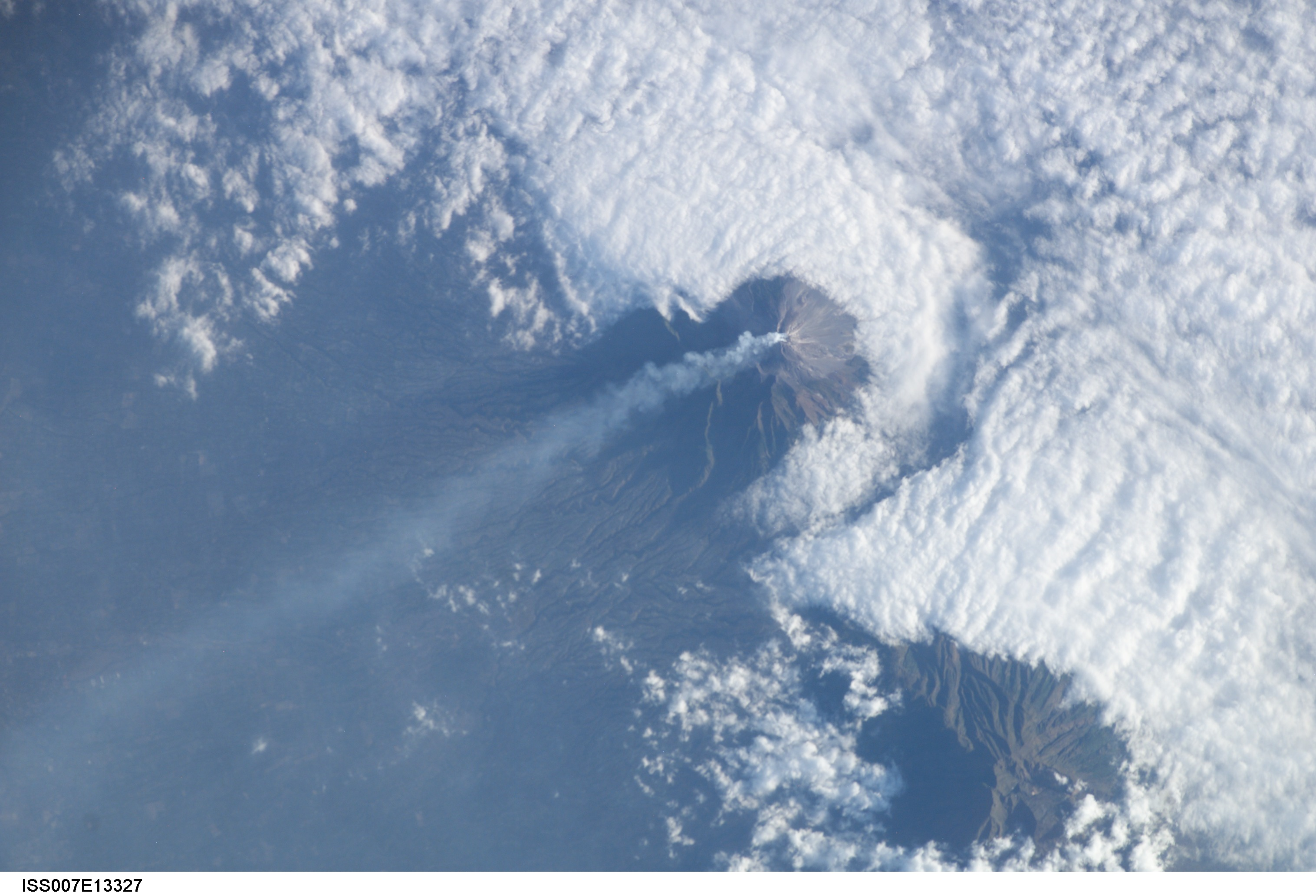
Satellietfoto van de Merapi. In aug. 2003 genomen door NASA

### De jaren vanaf 1992
De recentste actieve periode van de vulkaan begon in 1992 en duurde tien jaar voort. Onder andere op 22 november 1994 was er een grote uitbarsting. Een wolk gloeiend gas verbrandde toen zestig mensen.

### Uitbarstingen in 2006

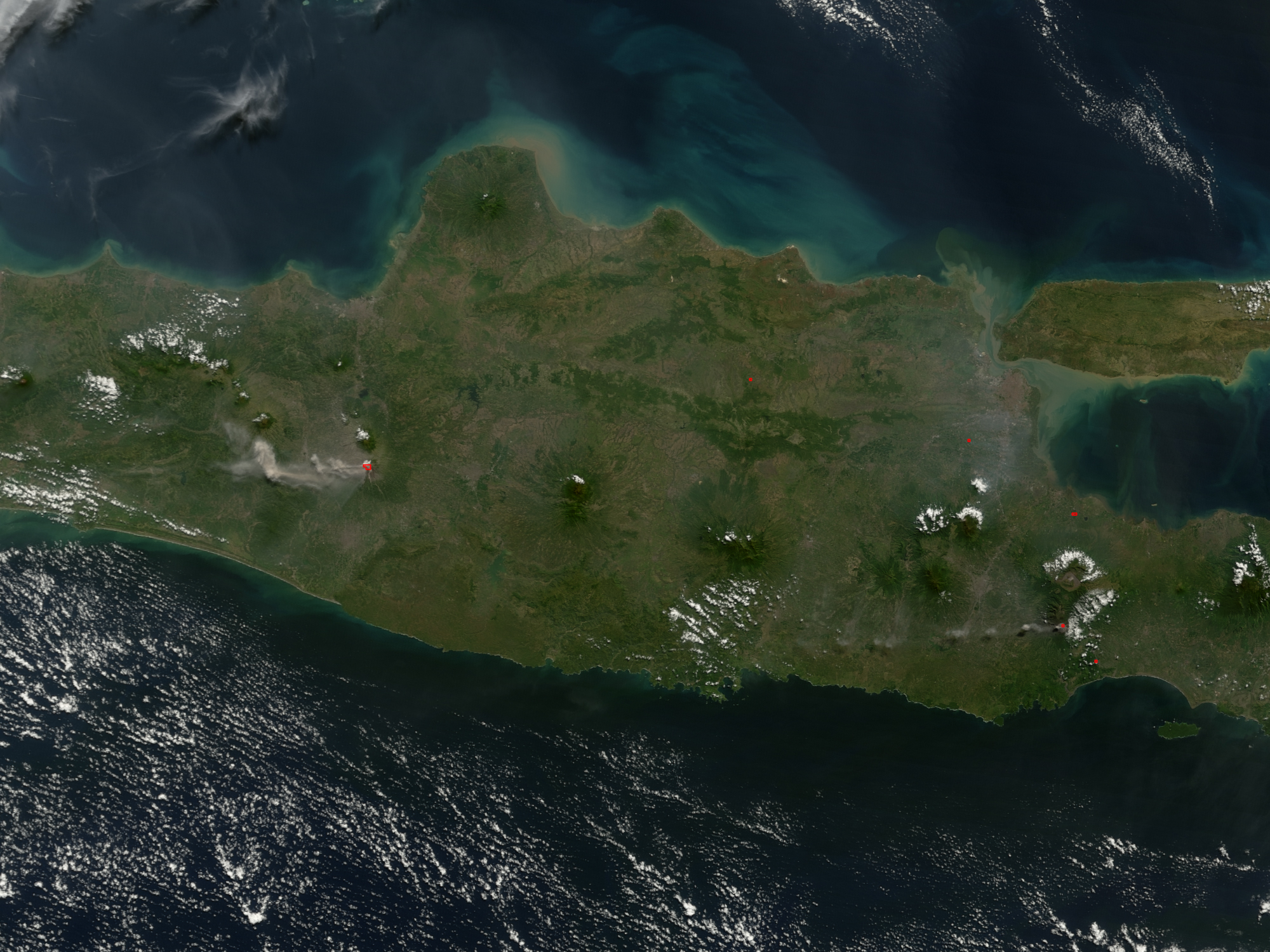
Satellietfoto van de Merapi. Op 15 juni 2006 genomen door NASA

onbetrouwbare bron: Op 20 maart 2006 was er dreiging van vernieuwde activiteit en op 21 april 2006 werden uit voorzorg honderden mensen geëvacueerd. Na de eerste eruptie werden vijftigduizend mensen geëvacueerd en nadat de Indonesische regering op 13 mei 2006 de 'code rood'-waarschuwing afgaf werden alle omwonenden verplicht geëvacueerd.
Op 15 mei 2006 kwam de Merapi tot uitbarsting en twee dagen later vond opnieuw een uitbarsting plaats. Een paar dagen nadat Java op 27 mei 2006 werd getroffen door een aardbeving van 6,2 op de schaal van Richter kwam de Merapi, na een relatieve rustperiode, weer tot uitbarsting. 
De uitbarstingen eisten 38 levens, terwijl Indonesië destijds nog kampte met de gevolgen van een tsunami die bijna 450 mensen het leven kostte.

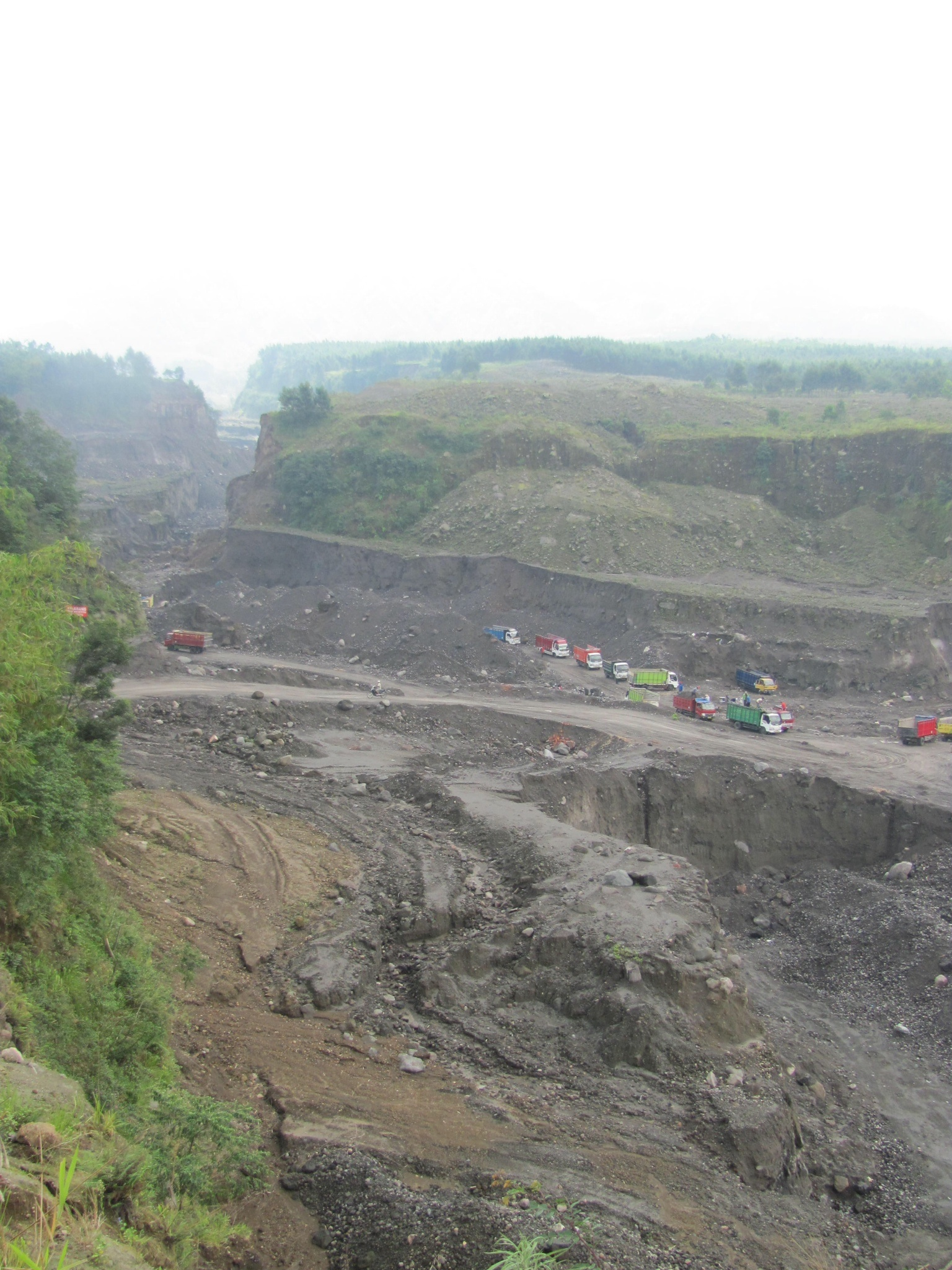
Merapi-afgravingen in het gebied van de uitbarsting in 2010

### Uitbarstingen in 2010
Op 26 oktober 2010 kwam de vulkaan opnieuw tot uitbarsting en werd vulkanisch materiaal meer dan anderhalve kilometer omhoog gestoten. Er werden drie explosies gehoord. Circa 40.000 mensen waren de dag ervoor geëvacueerd. Bij deze uitbarsting kwamen ten minste 240 mensen om het leven, onder wie Mbah (grootvader) Marijan, die door de Sultan van Jogyakarta aangewezen was als de hoeder van de spirituele geesten die op de berg huisden. Mbah Marijan werd beschouwd als een goeroe vanwege zijn contact met de geestelijke wereld. Op zijn Facebookpagina heeft Marijan meer dan 30.000 volgers. Het geloof in de hoeder van de berg is gebaseerd op "kejawen", een mengeling tussen de islam, het christendom, het boeddhisme en het hindoeïsme.
Op vrijdag 29 oktober werd de Merapi weer actiever, waarbij lava en hete aswolken werden uitgeworpen. Vroeg in de ochtend van 30 oktober barstte de vulkaan weer uit. Sri Sumarti, hoofd van de Merapi-afdeling op het Vulkaanonderzoek en Technologieontwikkelings Instituut (BPPTK), rapporteerde dat de uitbarstingen luider en sterker waren dan die van 26 oktober. As van de uitbarstingen van 30 oktober viel neer op een afstand van meer dan 30 kilometer verder weg, waaronder de stad Yogyakarta. De ochtenduitbarstingen duurden 22 minuten en hittewolken stroomden in de Krasak- en Boyong-rivieren en ook 3.5 kilometer de lucht in, in westelijke richting naar Magelang. Yogyakarta’s Adisucipto-vliegveld was tijdelijk gesloten van 5 tot 7 uur 's avonds. Op 30 oktober suggereerde Subandrio, hoofd van BPPTK, dat er nog meer uitbarstingen zouden komen omdat lava zich nog steeds een weg omhoog baant in de vulkaan.
Bij de uitbarstingen van 2010 zijn meer dan 300 doden gevallen. As en rotsblokken werden meer dan 10 kilometer in de atmosfeer gestuwd, waarmee deze uitbarstingen als de zwaarste van de laatste 100 jaar worden beschouwd.

### Recente activiteit
De Merapi is voortdurend actief. Er komen geregeld aswolken uit, zo is in juli 2013 een groot gebied onder een centimeters dikke laag as terechtgekomen. Men is volop bezig de dikke laag lava van de uitbarstingen in 2006 en 2010 af te voeren, zodat bij een volgende eruptie de stromen buiten bevolkt gebied kunnen worden geleid. De daarbij vrijkomende materialen kunnen goed gebruikt worden in de bouw. In maart 2023 volgde weer een uitbarsting met een lavastroom met rotsblokken, een zonsverduistering en asregens tot gevolg. Er is wel een waarschuwing voor de luchtvaart gegeven.